# Demoscena
Demoscena – międzynarodowa subkultura zajmująca się tworzeniem dzieł audiowizualnych, w szczególności tzw. dem – samodzielnych programów demonstrujących możliwości sprzętu komputerowego. Ideą demosceny jest niekomercyjne tworzenie, prezentowanie i wymiana dzieł będących owocem wspólnej pracy osób tworzących kod komputerowy, muzykę i grafikę. Dema i inne produkcje demoscenowe – grafika tekstowa (ASCII-Art i ANSI_art), grafika bitmapowa, grafika wektorowa, wizualizacje 3D, muzyka, animacja, filmy, gry, ziny itp.) są prezentowane przede wszystkim podczas demoparty.
Demoscenowe prace mogą powstawać na dowolnym sprzęcie elektronicznym, od wczesnych mikrokomputerów, przez kalkulatory i konsole, po najnowocześniejsze komputery. Z każdą platformą sprzętową związane są specyficzne techniki tworzenia prac, często związane z jej ograniczeniami sprzętowymi. W celu tworzenia dem artyści i artystki różnych specjalności łączą się w kilkuosobowe grupy.

## Historia
Początki demosceny sięgają początków lat 80. XX w. i były związane z łamaniem zabezpieczeń w komercyjnych programach (głównie grach). Crackerzy dołączali do zmodyfikowanych programów tzw. intra – niewielkie programy uruchamiane przed zasadniczym programem, zazwyczaj będące wizytówką osoby lub grupy łamiącej zabezpieczenia. Z czasem w intrach kładziono większy nacisk na ich funkcję estetyczną i wykorzystanie efektów wizualnych. Zaczęły funkcjonować jako odrębne dzieła, niezależne od kultury crackerskiej, zaś ich twórcy stworzyli nową subkulturę.
Coraz bardziej rozbudowane intra ewoluowały w nową kategorię dzieł cyfrowych – dem (od ang. demonstration). Złożony proces tworzenia dem, mających prezentować zarówno umiejętności programistyczne, muzyczne i graficzne twórców i twórczyń, jak i faktyczne możliwości urządzeń obliczeniowych, spowodował łączenie się w grupy scenowców o różnych specjalizacjach. Zainteresowanie tworzeniem dem było i nadal jest bodźcem stymulującym kontakty towarzyskie dające możliwość współpracy i wymiany doświadczeń między użytkownikami, gdzie bardziej doświadczone osoby pełnią rolę warm experts.

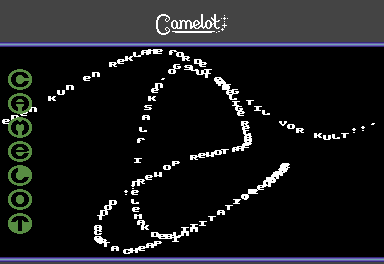
Demo All borders removed na Commodore 64, w którym usunięto ramkę obrazu i wyświetlane są na niej sprajty.

Przed upowszechnieniem się internetu scenowe produkcje i ziny były rozpowszechniane listownie na dyskietkach przez tzw. swapperów oraz połączeniami modemowymi przez BBS-y. Tymi kanałami, a także za pomocą prasy komputerowej, przekazywane były informacje o zlotach zwanych najpierw „copy party”, a potem demoparty.
Takie spotkania są okazją do reafirmacji wspólnoty i wzięcia udziału w konkursach produkcji demoscenowych w różnych kategoriach. Od końca lat 80. XX w. w Polsce odbyło się kilkaset demoparty, z czego kilkanaście jest organizowanych regularnie co roku w różnych miastach do dziś. Ośrodkami z najbardziej aktywną społecznością demoscenową są woj. śląskie i dolnośląskie, pomorskie, lubelskie i mazowieckie.
Demoscena stawiała pierwsze kroki na maszynach ośmiobitowych (takich jak Atari czy Commodore), a prawdziwy rozkwit przeżyła w drugiej połowie lat 80. XX w. wraz z pojawieniem się na rynku komputera Amiga. W XXI w. demoscenowe prace powstają na wszelkie platformy sprzętowe, zarówno na komputery 8- i 16-bitowe, jak i najnowsze konsolach do gier.

## Demoscena jako niematerialne dziedzictwo kulturowe
W 2020 roku Finlandia dodała swoją demoscenę do narodowej listy niematerialnego dziedzictwa kulturowego. W 2021 r. podobnie stało się w Niemczech; w 2023 roku w Holandii i Szwajcarii, a w 2025 również w Szwecji i we Francji.
Decyzją Ministra Kultury, Dziedzictwa Narodowego i Sportu z dnia 1 grudnia 2021 roku „Demoscena jako kultura twórców dem” została wpisana na Krajową Listę Niematerialnego Dziedzictwa Kulturowego w Polsce.
Jest to kolejny krok w projekcie umieszczenia demosceny jako pierwszej kultury cyfrowej na liście światowego dziedzictwa UNESCO.